# 高平子環形山
高平子环形山(Kao)是月球正面史密斯海南缘一座残存的撞击坑，以中国天文学家高平子(1888年—1970年)之名命名，1982年被国际天文学联合会批准接受。

## 描述

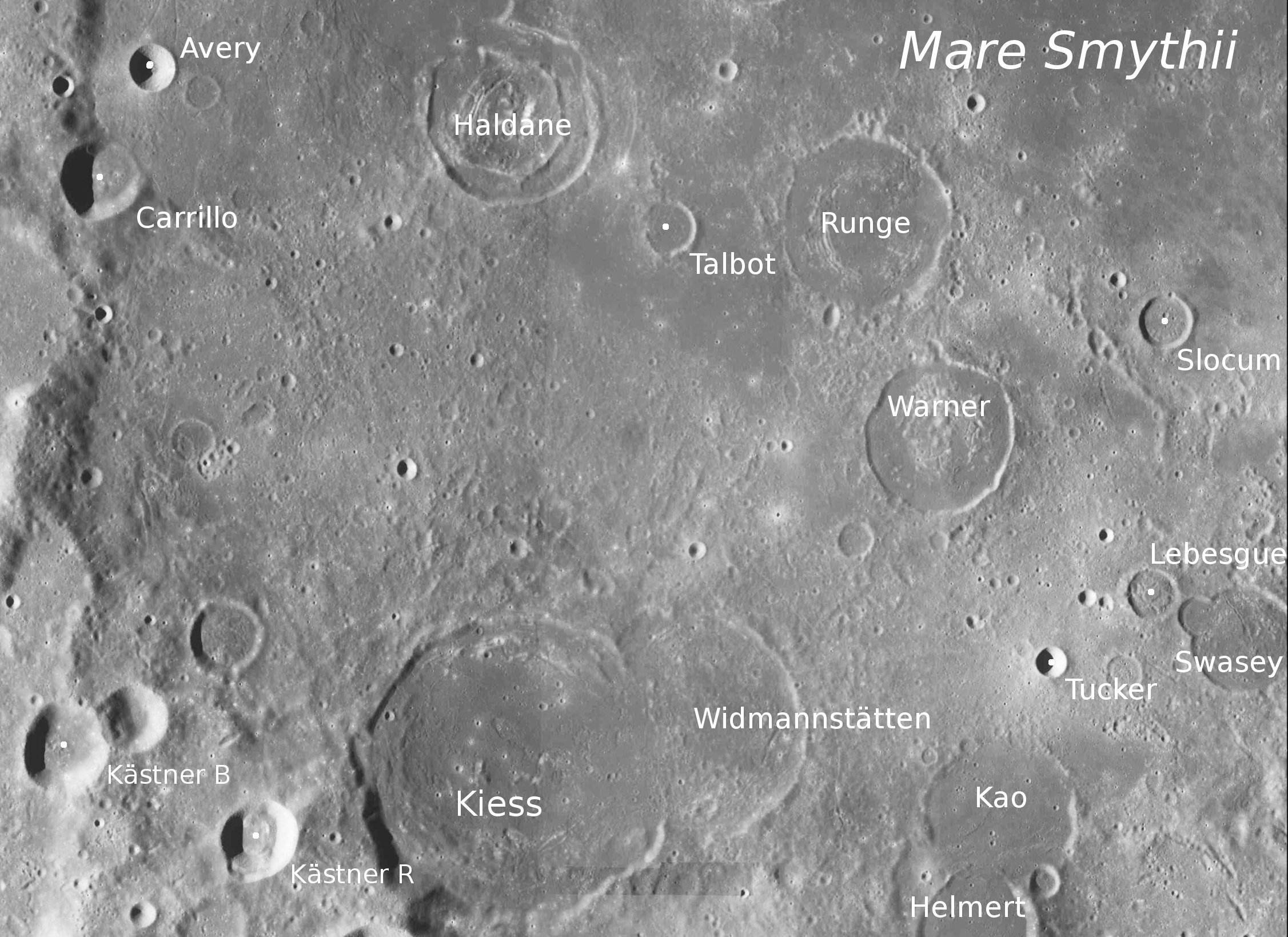
高子平环形山周边图，月球勘测轨道飞行器拍摄。

该环形山西面毗邻魏德曼施泰登环形山、北面不远为小撞击坑塔克陨石坑、东北方坐落着史瓦塞陨石坑、南面则与赫尔默特陨石坑相重叠。该陨坑中心的月面坐标为6°43′S 87°49′E / 6.71°S 87.81°E，直径34.5公里，深度2.1公里。
高子平环形山几乎完全被史密斯海形成时的玄武质熔岩所掩没，其坑壁边缘仅略为可辨。北侧坑壁大部分已损毁；南侧则与赫尔默特陨石坑相通，两者共有一个被熔岩重塑的坑底；东南坑壁则重叠着一座较突出的小撞击坑，其边缘与赫尔默特陨坑外侧壁相连。环形山碗状的坑底较为平坦，除一些小陨坑外，无其它典型的地貌结构。